# Minettia buchanani
Minettia buchanani is een vliegensoort uit de familie van de Lauxaniidae. De wetenschappelijke naam van de soort is voor het eerst geldig gepubliceerd in 1924 door Malloch.